# René Marie de Montbourcher
René Marie de Montbourcher est un homme politique français né le 15 août 1778 à Andouillé (Ille-et-Vilaine) et décédé le 8 janvier 1849 au château de Magnagne (Ille-et-Vilaine).

## Biographie
Émigré sous la Révolution, il rentre en France sous l'Empire. Riche propriétaire, il épouse une petite-fille de La Chalotais. Il est député d'Ille-et-Vilaine de 1827 à 1830, siégeant dans la majorité soutenant les ministères de la Restauration. Il démissionne en août 1830, refusant de prêter serment à la Monarchie de Juillet.

## Sources
« René Marie de Montbourcher », dans Adolphe Robert et Gaston Cougny, Dictionnaire des parlementaires français, Edgar Bourloton, 1889-1891 [détail de l’édition]